# 博溫冰川
84°53′S 177°20′E / 84.883°S 177.333°E
博溫冰川（英語：Bowin Glacier）是南極洲的冰川，位於杜費克海岸，全長9公里，流經蘇利文嶺和富爾格姆嶺之間，最終注入拉姆西冰川，現時由南極條約體系管理。